# Куломзины
Куломзины́ — русский дворянский род. Принадлежат к древнему русскому дворянству. Род имеет не менее десяти ветвей, объединённых географической близостью и общей фамилией. Первые Куломзины упоминаются в XVI веке: это костромской дьяк Салтан Куломзин, Прокофий, Фаддей, Афанасий, Илья, Григорий и Даниил Куломзины, проживавшие в Костромском уезде.

## Значение фамилии
Большинство исследователей отмечают финно-угорское происхождение рода Куломзиных: документально подтверждается его мордовское происхождение, а советские историки предполагали о его мерянско-марийских корнях.
По мнению А. А. Григорова, Куломзины происходят от коренных жителей этого края — мерян или марийцев, но по документально обоснованному мнению Николая Селифонтова — от переселённых туда эрзян (ср. коми-зырянское название реки Кулом-Ю, название городов Коломны, Чамзинки и Кольского полуострова). Интересно, что в Костромском уезде, в центре области владений десяти ветвей рода протекал и по настоящее время протекает ручей Куромза (приток Танги, впадающей в Покшу). Его название оканчивается на формант -за, который по мнению Серебренникова и других учёных означает «небольшая река». Аналогично, «Куломза» может быть названием какой-либо небольшой реки, от которого произошла фамилия рода.
Тюрколог Н. Баскаков полагает, что фамилия происходит от тюркского «кул амзя» — «раб Хамзи» (Хамзей звали дядю пророка Мухаммеда). По его мнению, имя Хамзя характерно для казанских татар, а имя Салтан также является тюркским. Б.-О. Унбегаун утверждает, что на Руси в XVI в. было «модно» давать детям шуточные имена, включая и мусульманские, в качестве внутрисемейных. От них образовались затем фамилии, не отличимые от подлинных фамилий тюркского происхождения. По мнению А. И. Соболевского, фамилия Куломзин вообще происходит от глагола «коломе́сить» — «говорить вздор».

## Описание
Многие представители рода Куломзиных служили российскому престолу в разных чинах и были жалованы поместьями от государей в 1616 и других годах, что доказывается справкой Разрядного архива и родословной Куломзиных.
Куломзины в XVI веке служили московскими дворянами, стольниками и стряпчими. В летописях за 1609 г. упоминается, что когда войско литовских интервентов Лисовского шло вверх по Волге от Юрьевца, взяв, разграбив и спалив Решму и Кинешму, то путь на Кострому им преградил отряд местного ополчения под командованием костромских дворян Куломзина и Шушерина. У села Солдоги на левом берегу Волги 30 мая 1609 г. произошло жестокое сражение, в котором литвины были разбиты, и путь по левобережью им был преграждён. Но и победители понесли огромные потери: погибли оба предводителя. Недалеко от Солдоги находится родовое поместье десятой ветви Куломзиных — усадьба Корнилово.
В Боярских книгах записаны: стряпчий Матвей Олимпиев (1683-1692) и московский дворянин Андрей Васильевич (1692) Куломзины.
Наиболее полно изучен корниловский, самый богатый и знатный род Куломзиных, от которого берёт начало и суздальская ветвь. Вместе с тем, ряд других родов Куломзиных (из усад. Кузёмкино, Хлучино) сравнялся с низами общества, их представители были неграмотны и вскоре уже не отличались от проживающих рядом крестьян и мещан. Их потомки, возможно и в настоящее время проживают на территории бывшего Костромского уезда.

## Ветви рода
Первый род
Вотчина в усадьбе Магово (Магуево) и Мельничная Гора Костромского уезда. Происходит от Прокофия Куломзина, который жил в XVI — начале XVII вв. Впоследствии владели также деревнями Столбово, Ванеево, Левино, Иевлево и усадьбами Семенцево, Стрелка. Из этого рода Олимпий Иванович Куломзин в 1659 г. был убит в битве под Конотопом. Его сын Матвей служил стряпчим в разных сибирских городах (в том числе в Нарымском остроге), но был убит в Магово своими дворовыми людьми в 1712 г. Со смертью его праправнука Петра Егоровича — заседателя Костромского уездного суда, костромского окружного комиссара по приёму рекрутов — в 1792 г. эта линия, по-видимому, пресеклась, так как более не встречается документов, относящихся к её представителям.
Второй род
Вотчина в усадьбе Жирославка Костромского уезда (в начале XX в. продана купцам Колодезниковым, которые устроили в ней типографию и штаб РСДРП). Происходит от Фаддея Куломзина. Его сын Скуриха Белянин упоминается в 1624 и 1630 гг. Потомство этой линии существует и поныне в Костромской и Ивановской областях. Большинство этих Куломзиных уже в конце XIX в. не имело никакого образования и вело образ жизни простых людей, не владея никаким недвижимым имением.
Третий род
Вотчина — усадьба Микулинское Костромского уезда. Родоначальник этой линии — Афанасий Куломзин. Его сын Фёдор упоминается в Микулинском в 1629 г. Этот род считается пресёкшимся по мужской линии со смертью Григория Лаврентьевича не ранее 1698 г., так как в дальнейшем потомство его нигде не встречается.
Четвёртый род
Вотчина — усадьба Кузёмкино. Происходит от Ильи Куломзина. Его внук Фёдор Бессонович упоминается в 1670 г.
Пятый род
Вотчина — усадьба Хлучино Костромского уезда. Происходит от Прокофия Куломзина. Его внук Андрей Давыдович уволен от службы «за скорбностью и увечьем». Род пресёкся.
Шестой род
Вотчина — усадьбы Жданово, Кузёмкино Костромского уезда. Родоначальник — Григорий Куломзин. Его сын Никифор упоминается в Жданово в 1644—1645 гг.
Седьмой род
Вотчина в усадьбах Мельничная Гора и Левино. Происходит от Тихона Куломзина, который умер в Мельничной Горе до 1691 г. По это линии известны лишь двое его сыновей: Иван в усад. Левино и Семён в Георгиевском.
Восьмой род
Родоначальник — Василий Куломзин, упомянутый в 1652 г. Его внук Еремей Дмитриевич жил в деревне Халипино Плоскинина стана.
Девятый род
Вотчина в усадьбе Конищево Костромского уезда. Родоначальник — Салтан (также Салман, Салтык) Артемьевич Куломзин, упомянутый в 1584 г. Его прапраправнук Иван Иванович был убит в битве под Ругодивом в 1700 г. Последним из этого рода по мужской линии был Иван Иванович, участник войны 1812 года, взятия Бреста и Магдебурга.
Десятый род
Вотчина в усадьбе Корнилово Дуплехова стана Костромского уезда (затем Кинешемского уезда, ныне Заволжский район Ивановской области). Происходит от Даниила Куломзина, который жил в Костромском уезде в XVI в. как дворянин и помещик. Его сын Семён в 1596 г. владел землями в пределах Костромского, Галичского и Кинешемского уездов и по предположению Н. Н. Селифонтова погиб вместе с Шушериным в битве при Солдоге, останавливая литовский отряд Лисовского в 1609 г.
- Василий Иванович Куломзин — внук Семёна Даниловича, участник похода 1633—1634 гг. на Смоленск, в 1653 г. служил в Курске и Белгороде.
- Андрей Васильевич Куломзин — участник битвы под Чигирином 1675 г. Жена из костромского рода Демьяновых.
- Гурий Васильевич Куломзин (? — 1749) — из дворян Костромского уезда, лейб-кампании сержант, Высочайше подтверждён в потомственном дворянском достоинстве Всероссийской Империи в 1741 г.[4]
- Егор Васильевич Куломзин — правнук Андрея Васильевича, заседатель Кинешемского нижнего земского суда в 1786 г. Его брат Семён — заседатель Суздальского уездного суда. Их двоюродный брат Александр Никитич (р. 1777) — участник Кавказских войн конца XVIII в.
- Николай Александрович Куломзин (1803—1838) — выпускник Ярославского Демидовского лицея.
- Анатолий Николаевич Куломзин (1838—1923) — статс-секретарь, предпоследний председатель Государственного совета. В 1879—1882 гг. товарищ министра государственных имуществ. В 1883—1902 гг. управляющий делами Комитета министров. Умер в Марселе.
- Анатолий Анатольевич Куломзин (1870—1941) — егермейстер двора Его Императорского величества, кинешемский уездный предводитель дворянства, занимался делами переселенцев на Дальний Восток в 1891—1902 гг. Ковенский (1912) и саратовский (1912—1913) губернатор. Умер в Париже.
- Яков Анатольевич Куломзин — кинешемский уездный предводитель дворянства, убит махновцами в имении братьев жены в Умани Киевской губернии в 1919 г. Его жена и дети переехали во Францию и Канаду. Некоторые другие потомки Куломзиных проживают в России.

Существует версия, поддержанная Н. Н. Селифонтовым, что все эти роды в силу географической близости усадеб имеют в XVI в. общего родоначальника по имени Ялуш Куломзин. Ялуш Куломзин упоминается в Писцовой книге татарским поместным землям 1617 г. как «мордовский» мурза-помещик в деревне Новое Тургаково на реке Мене, но в Алатырском уезде, что довольно далеко от района Костромы. Селифонтов считает, что Куломзины либо «перекочевали» в Костромской уезд, либо были туда «пересажены в силу царских указов, как это делалось в царствоание Ивана III и Ивана IV».
На происхождение Куломзиных от «мордовских» мурз наводит Селифонтова частота использования татарских имён у представителей этих костромских родов, а также то, что в 1725 г. Григорий Матвеевич Куломзин из первой ветви купил в деревне Красный Яр Ардатовского уезда земли и переселил туда крестьян, так как возможно местность эта была ему знакома, родна, куда его тянуло вновь там укрепиться. Василий Васильевич Куломзин из десятой ветви был даже женат на дочери владельца села Жарёнок Ардатовского уезда, и его сын Егор имел там постоянное жительство в 1787 г., ещё в 1786 г. занимая должность заседателя Кинешемского нижнего земского суда. Мурзы Кулунзины упоминаются также в Десятнях Пензенского края в 1691 году.